# Kreuzeskirche (Marxloh)

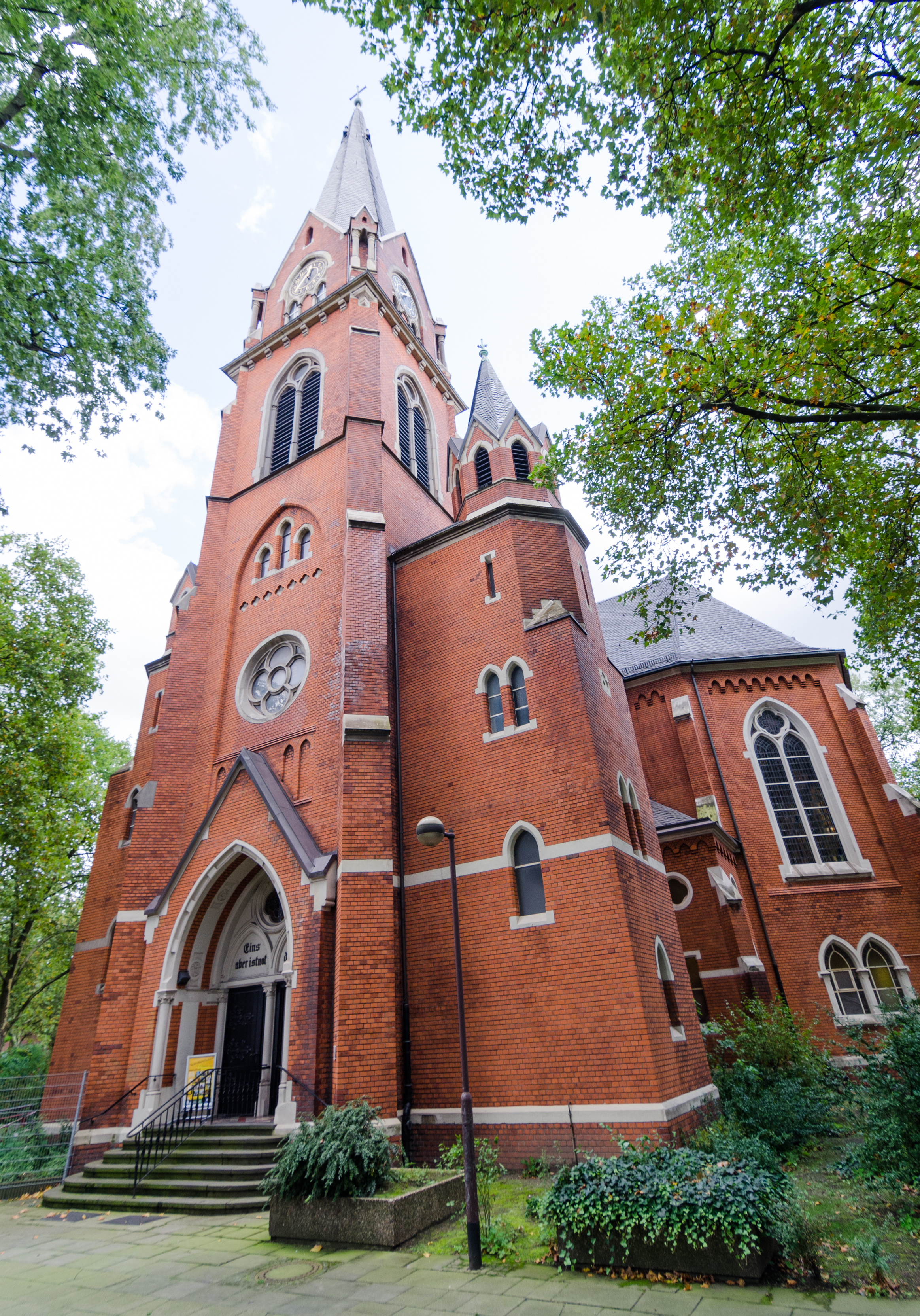
Markante Frontseite mit Kirchturm

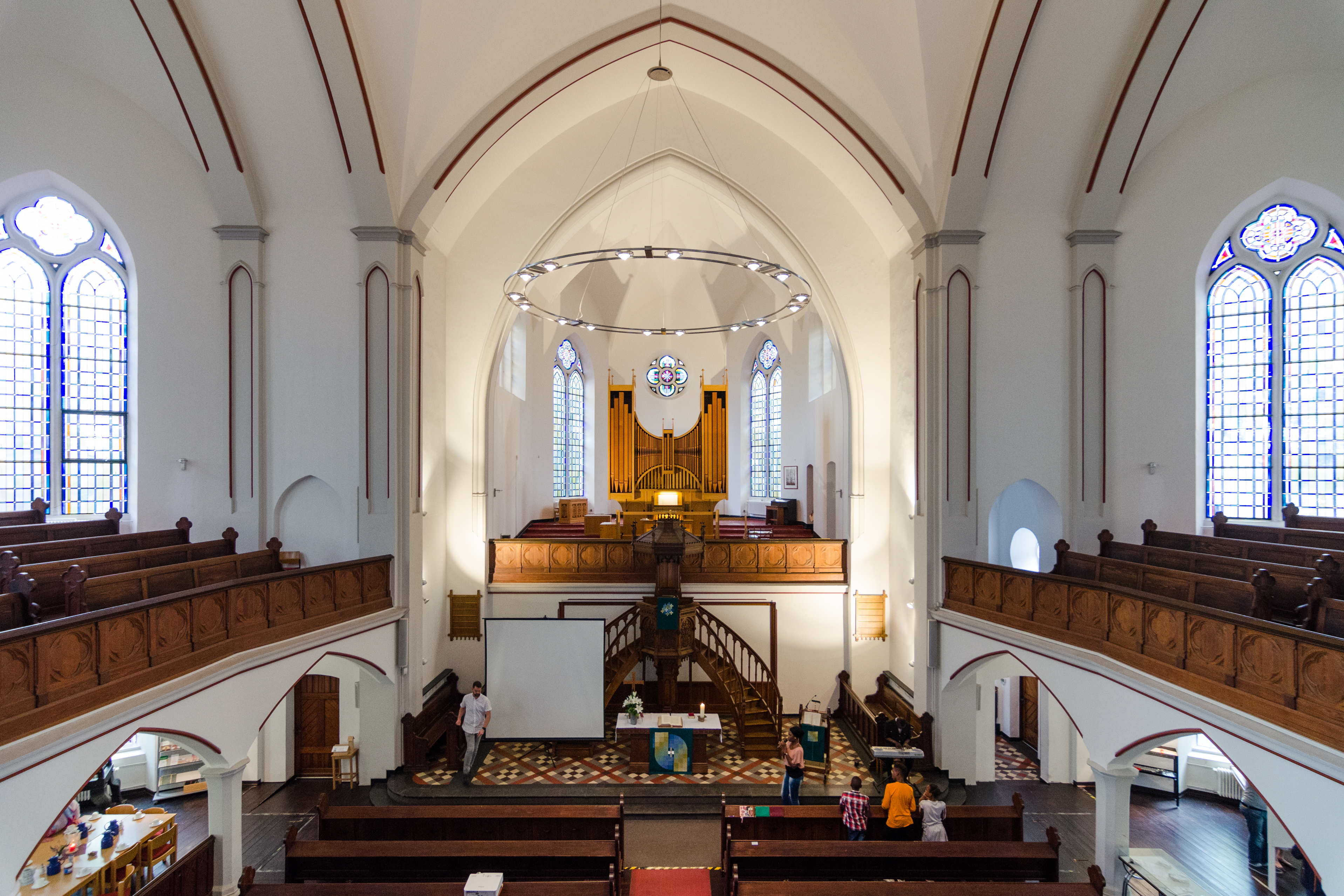
Innenansicht (2017)

Die Kreuzeskirche im Duisburger Stadtteil Marxloh ist eine evangelische Kirche, die nach Plänen des Architekten Heinrich Behrens von 1903 bis 1905 errichtet wurde. 1985 wurde sie unter Denkmalschutz gestellt. Sie ist eine der beiden Predigtstätten der Evangelischen Kirchengemeinde Marxloh-Obermarxloh im Kirchenkreis Duisburg der Evangelischen Kirche im Rheinland. Typisch für das durch die Industrialisierung geprägte Hamborn-Marxloher Gebiet ist die Kircheninsel mit dem ebenfalls unter Denkmalschutz gestellten Pfarrhaus.

## Geschichte
Am 31. März 1893 wurde Gottfried Stumm der erste Pfarrer des Bezirks Marxloh in der evangelischen Gemeinde Beeck. Durch Industrialisierung und Zuwanderung bedingt wuchsen Stadtteil und Gemeinde, so dass er die Idee vorantrieb, den Bezirk Marxloh von der Großgemeinde Beeck abzutrennen und eine neue Kirche zu errichten. Am 1. Januar 1905 wurde der Bezirk Marxloh selbständige Kirchengemeinde und die Kreuzeskirche nach zweijähriger Bauzeit am 25. Juli 1905 eingeweiht. Als die größte evangelische Kirche im Duisburger Norden, konzipiert für 1.100 Sitzplätze, prägt die Kreuzeskirche durch ihr Erscheinungsbild und ihre rötliche Farbe weit sichtbar den Stadtteil. Das angrenzende Pfarrhaus wurde 1908 errichtet. Die Kreuzeskirche wurde 2013 in die Themenroute „Sakralbauten“ aufgenommen und ist damit eine Station in der „Route der Industriekultur“.

## Kirchenbau
Der Backsteinbau mit Schieferdach hat einen kreuzförmigen Grundriss aus fast gleich langen Gebäudeteilen. Im fast runden Zentralraum ist die Ausstattung aus der Bauzeit weitgehend erhalten geblieben: das Prospekt der Orgel von 1905, Holzbrüstungen der Emporen mit Blendwerk, Bankreihen, Kanzel mit Schalldeckel. Die ältere Orgel wurde 1998 durch eine reine Holzorgel von H. Klop ersetzt. Sie umfasst 25 Register auf zwei Manualen und Pedal.

## Heutiges Nutzungskonzept
Die Kreuzeskirche wurde als Predigtkirche konzipiert und gehört zur Ev. Bonhoeffer Gemeinde Marxloh-Obermarxloh. Heute wird sie als offene Stadtteilkirche auch für kulturelle, bürgerschaftliche und gesellschaftspolitische Veranstaltungen sowie für Ausstellungen genutzt.

## Bildergalerie

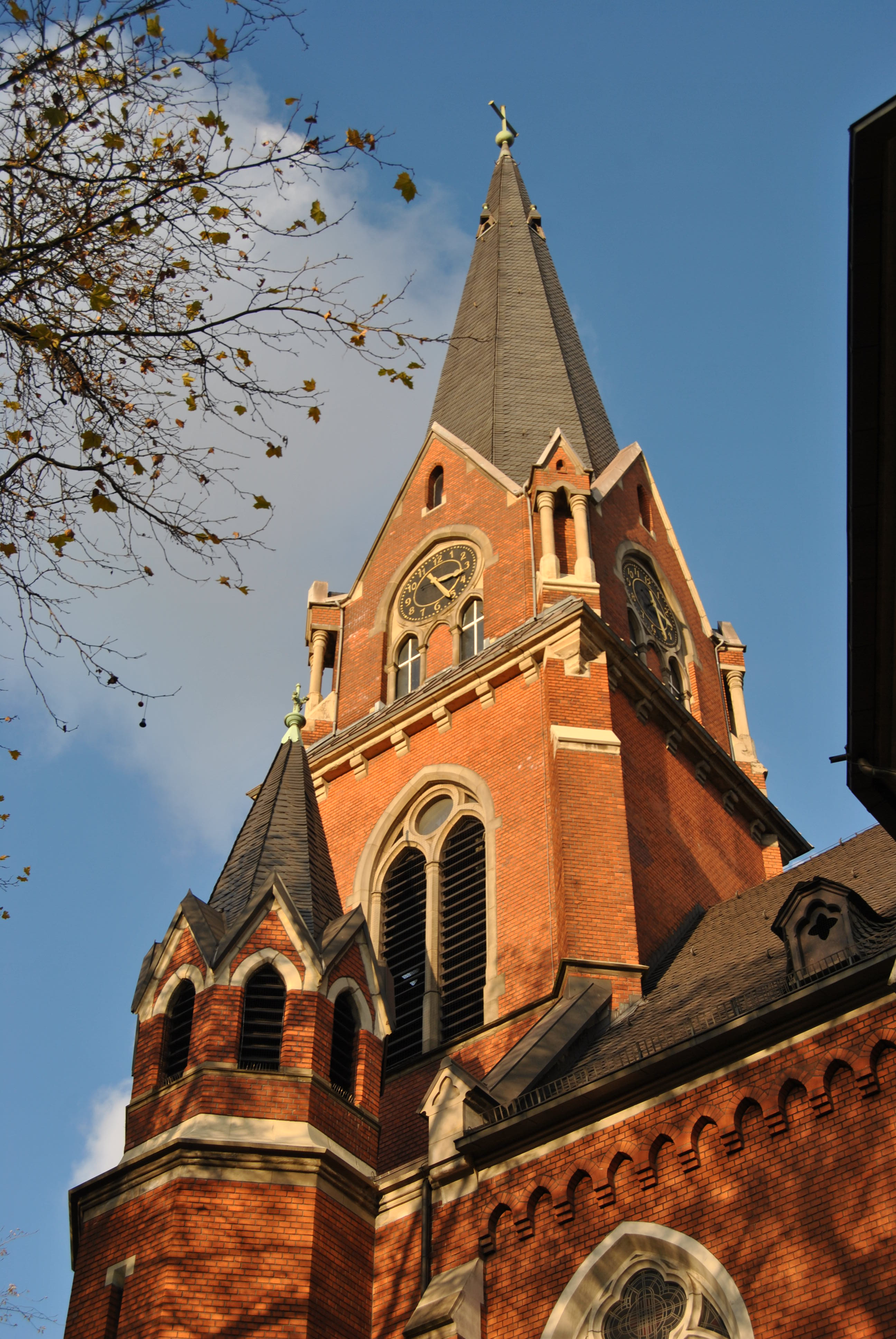
Turmspitze
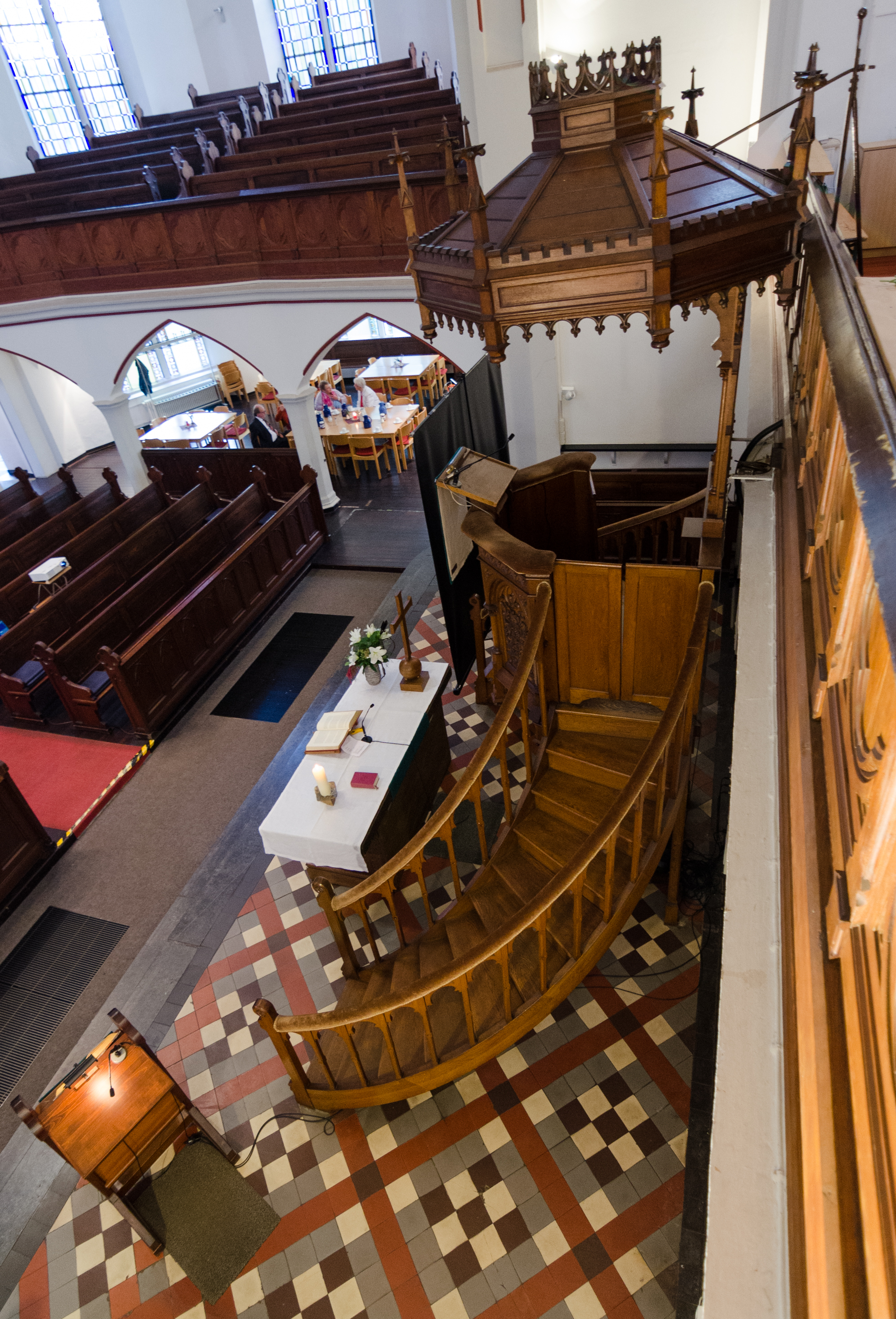
Kanzel
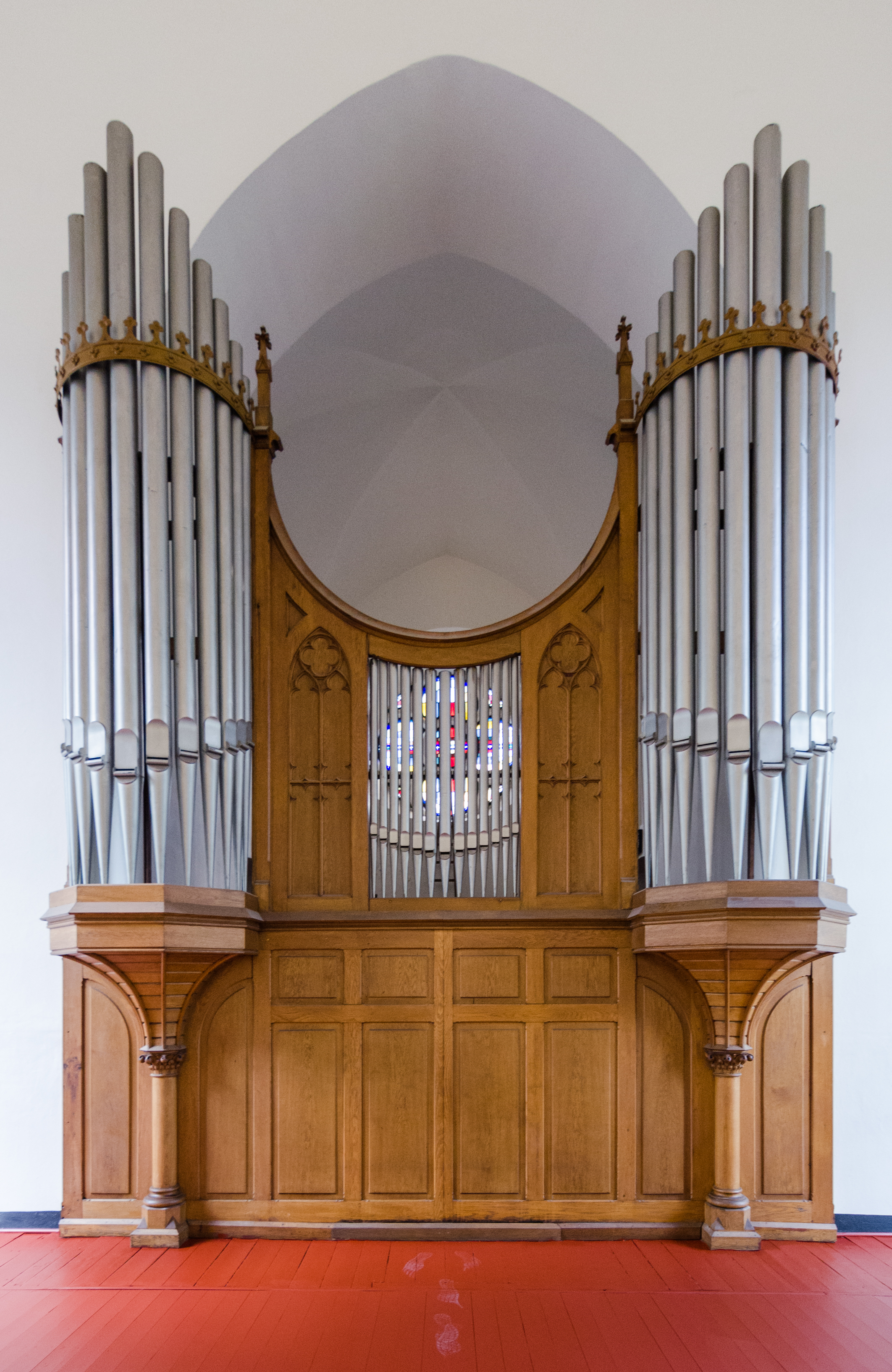
Vorgängerorgel
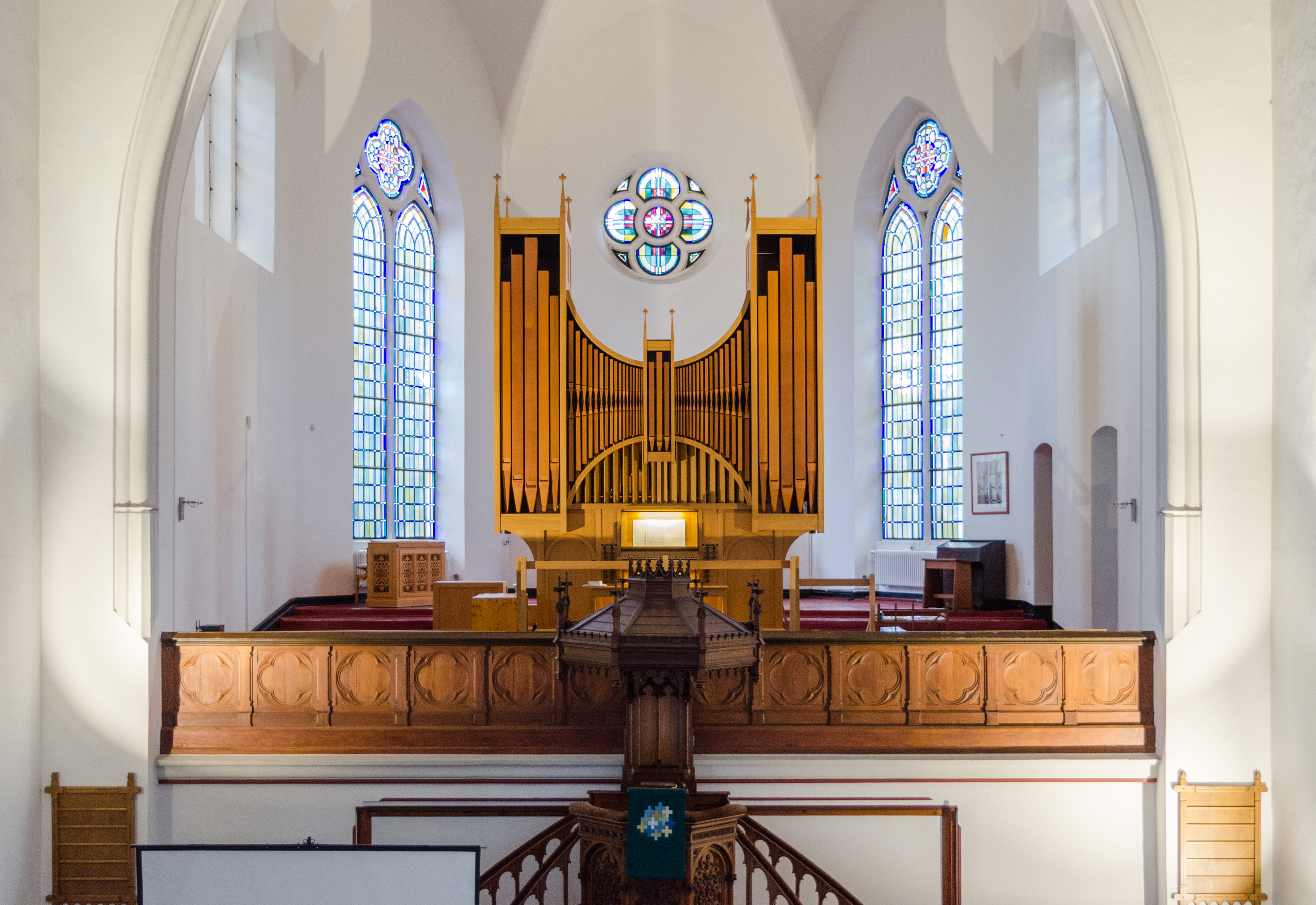
Neue Orgel
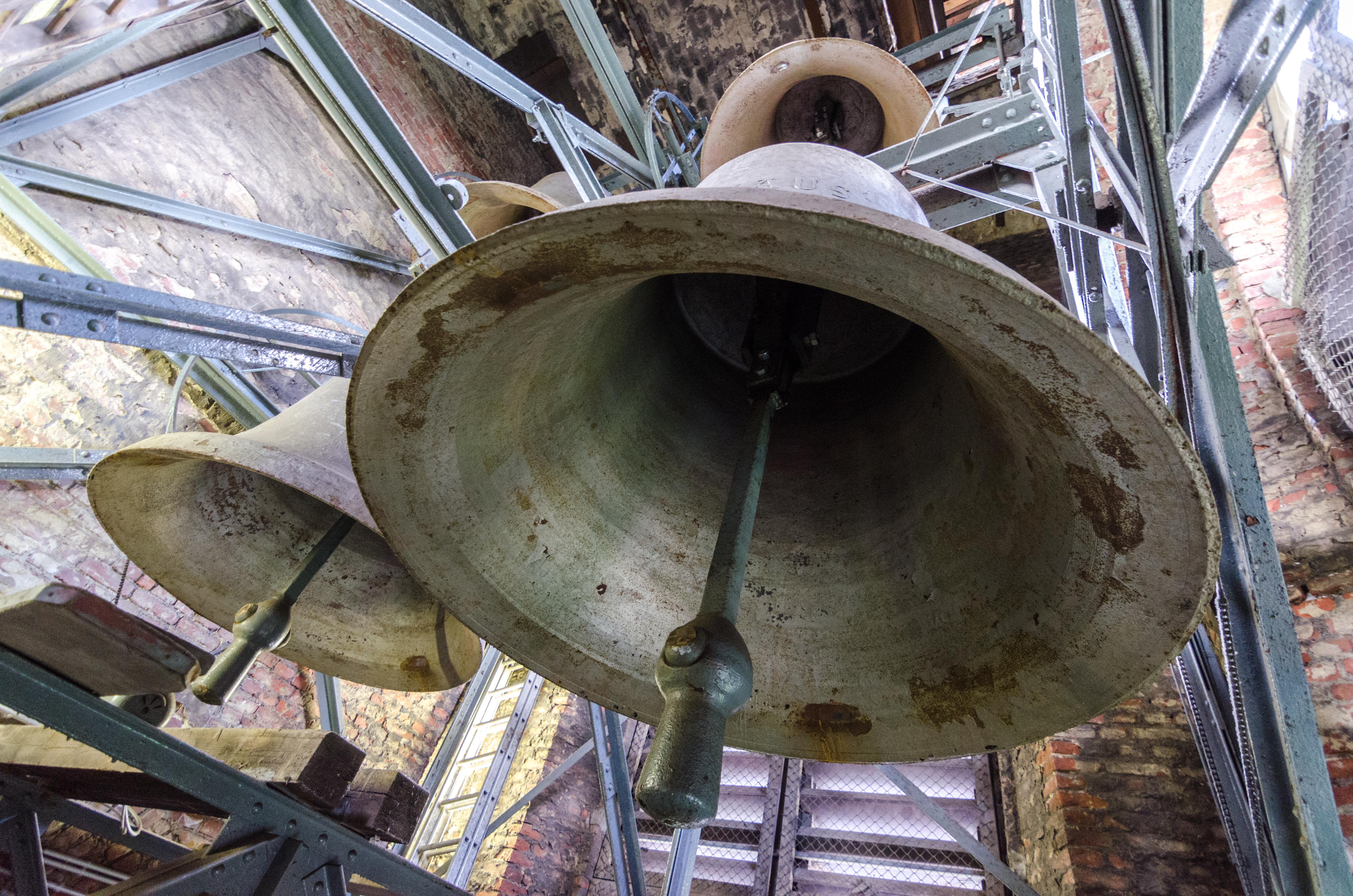
Glockenstuhl
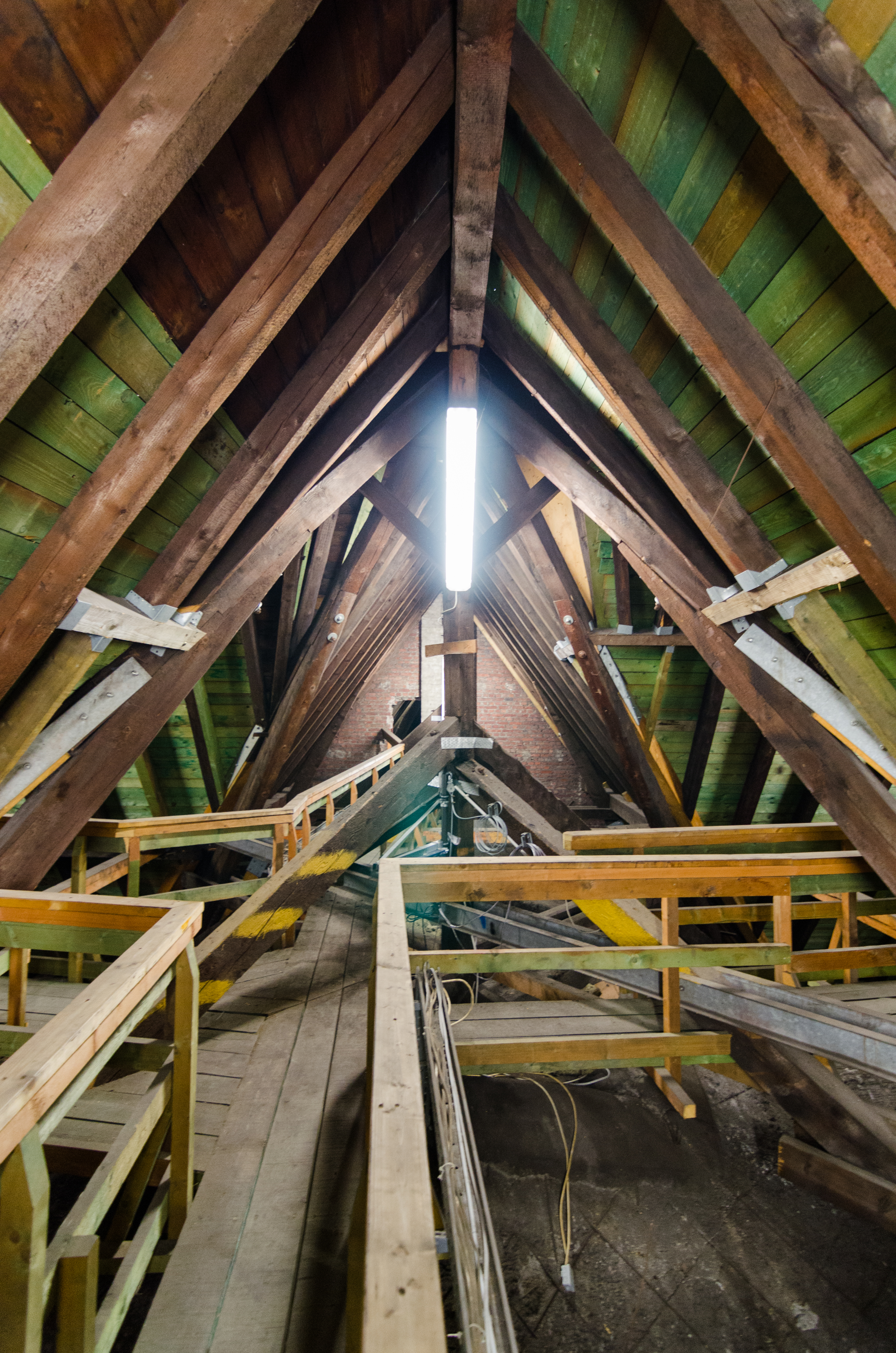
Dachstuhl

## Nachweise
1. ↑  Denkmaltopographie Bundesrepublik Deutschland. Denkmäler im Rheinland 6.1. Stadt Duisburg. Nördliche Stadtteile, Worms 2007, S. 149f

Koordinaten: 51° 30′ 13,8″ N, 6° 45′ 39,6″ O